# Pont Sainte-Élisabeth

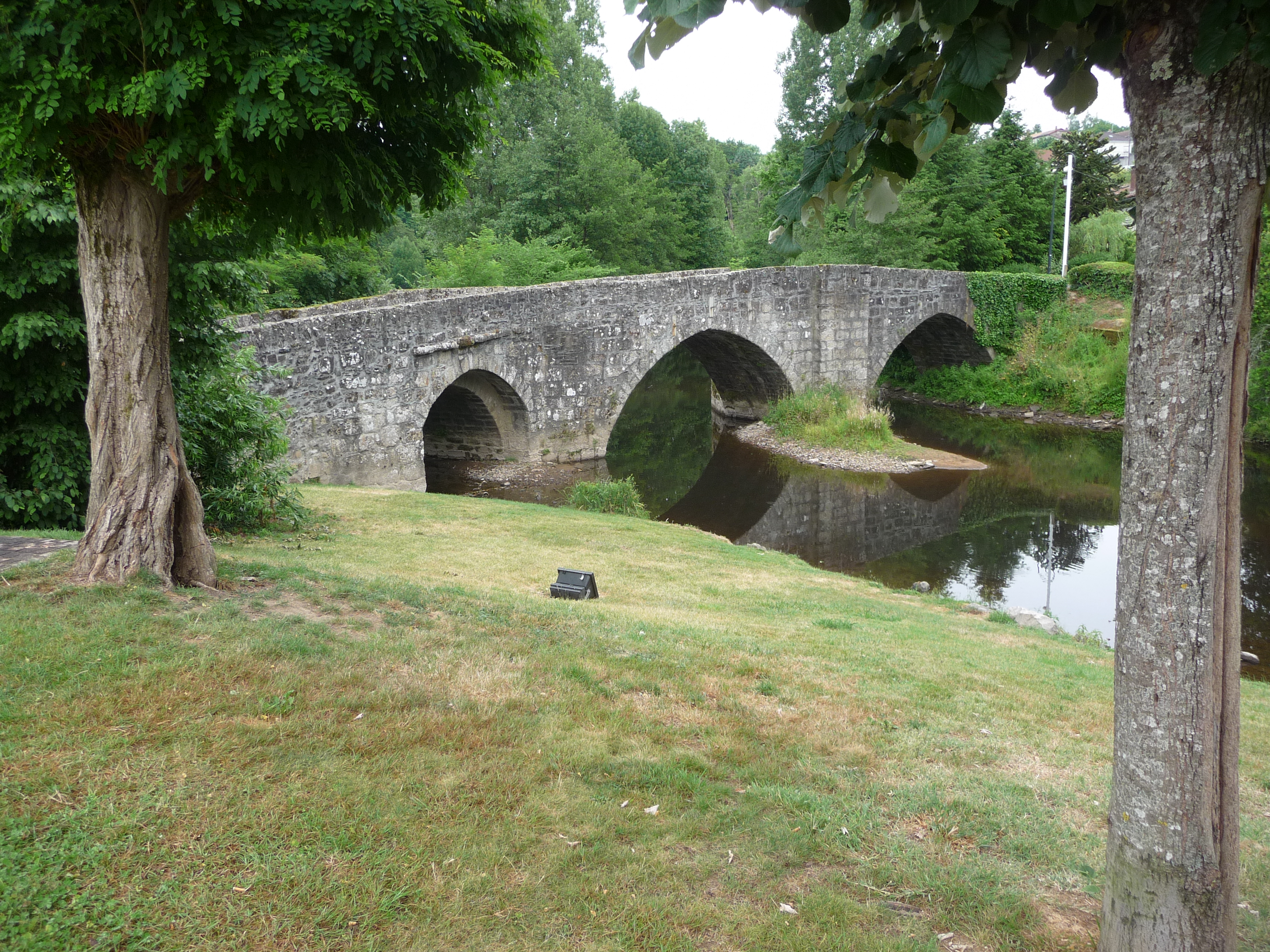
Pont Sainte-Élisabeth

Der Pont Sainte-Élisabeth ist eine historische Steinbrücke über den Fluss Glane in Saint-Junien im französischen Département Haute-Vienne.

## Geschichte
Die 44 Meter lange Fußgängerbrücke erhebt sich an der Stelle eines Vorgängerbaus, der Teil einer römischen Salzstraße war. Die heutige Brücke aus drei Spitzbögen wurde im 13. Jahrhundert errichtet. Ihr Name leitet sich von einer nicht erhaltenen Kapelle der heiligen Elisabeth ab. Unter Bezug auf ein nahegelegenes Leprosenheim wurde sie auch Pont des malades (Brücke der Kranken) genannt.
Seit 1990 ist der Pont Sainte-Élisabeth als Monument historique eingetragen.